# Твърдош
Манастирът по-известен като Твърдош е посветен „Успение на Пресвета Богородица“[ неясно? ] и се намира на 4 км западно от Требине в Република Сръбска на Босна и Херцеговина. Твърдош с руините на стария манастир се намира на скалист хълм точно до пътя, който води от Требине до Любине. Манастирът е седалище на едно от двете архиерийски наместничества на Захумско-херцеговинската и Приморска епархия на Сръбската православна църква, като е най-значимият православен обект на Херцеговина.
Манасирът „Успение на Пресвета Богородица“ е най-значимият и сакрален православен обект в Херцеговина и Далмация от гледна точка на историята на християнството, и в частност на православието в тези приморски сръбски области – заедно с манастира Кърка за Далмация. Мястото е свещено още от античността. Манастирът Твърдош е построен върху основите на малка църква, която датира от IV век след Христа. Основите на тази раннохристиянска църква могат да се видят в манастира под пода му, който е стъклен. Местоположението на Твърдош, установимо и от етимологията му, е ключово, защото се намира на 10 км по права линия от Дубровник, а същевременно е на река Требишница по пътя към долината на Неретва от Требине.
Днешният манастир Твърдош е издигнат около 1509 г., а през 1517 г. католиконът му е изографисан от дубровнишкия художник Вице Ловров. През втората половина на XVI и XVII век Хумско-Херцеговинските митрополити резидират в Твърдош, който е и седалище на Требинската епархия на Печката патриаршия. По време на Голямата турска война, през 1694 г., венецианците опожаряват православния манастир, взривявайки манастирската църква с барут. Още от първите години на XVIII век има няколко опита за възстановяване на разрушения манастир. В това начинание се отличават митрополит Нектарий и игумен Исая. Постройките, издигнати в началото на XVI век, са били предвидени да устоят на пожар, още повече че манастирът е ограден със солиден зид. Манастирската църква била солидна трикорабна и каменна, благодарение на което манастирът постепенно е обновен. Днешната манастирска църква е издигната през 1928 г. В манастира Твърдош, преди опожаряването му от венецианците, е живял свети Василий Острожки.